# Tír na nÓg
 (signalé en juin 2025).
Si vous disposez d'ouvrages ou d'articles de référence ou si vous connaissez des sites web de qualité traitant du thème abordé ici, merci de compléter l'article en donnant les références utiles à sa vérifiabilité et en les liant à la section « Notes et références ».
- Archive Wikiwix
- Bing
- Cairn
- DuckDuckGo
- E. Universalis
- Gallica
- Google
- G. Books
- G. News
- G. Scholar
- Persée
- Qwant
- (zh) Baidu
- (ru) Yandex
- (wd) trouver des œuvres sur Wikidata

 (février 2024).
Pour les articles homonymes, voir Tír na nÓg (homonymie).

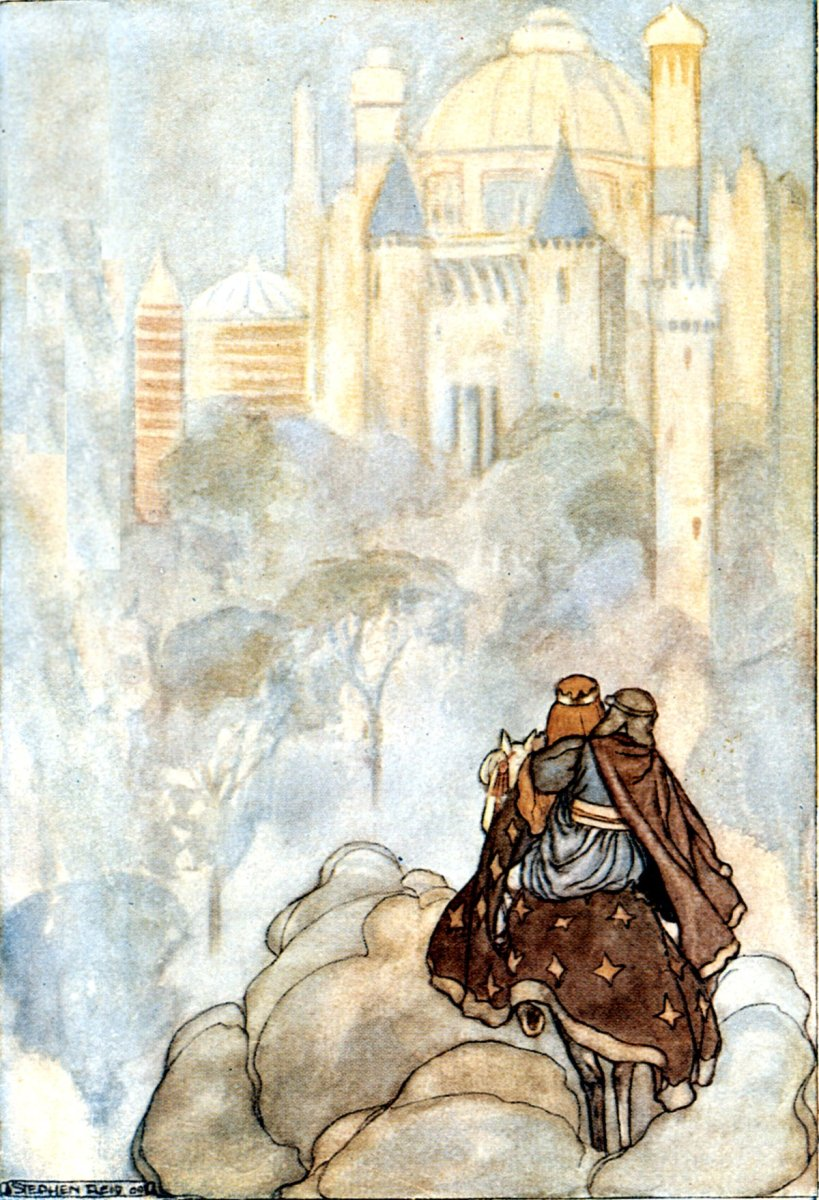
"Ils montèrent jusqu'à un palais majestueux" The High Deeds of Finn and other Bardic Romances of Ancient Ireland, par TW Rolleston, et al, illustré par Stephen Reid

Tír na nÓg désigne en gaélique « la Terre de l'éternelle jeunesse », l'un des plus connus des « autres mondes » de la mythologie celtique, connu notamment par le mythe de Oisín et Niamh aux Cheveux d'Or. C'est l'un des noms du sidh, où les Tuatha Dé Danann s'installent lorsqu'ils sont battus par les Milésiens.
Tír na nog est une île située très loin à l'Ouest. Elle est accessible après un long et périlleux voyage, ou à la suite de l'invitation d'une « messagère des dieux », une bansidh. L'île est visitée par plusieurs héros irlandais et des moines dans les contes de l’echtrae (Aventure) et l’immram (la Traversée), populaire au Moyen Âge. Dans cet Autre Monde, la maladie et la mort n'existent pas, la jeunesse et la beauté sont éternelles car le temps y est aboli. Musique, force, vie et autres réjouissances s'y regroupent. La joie dure pour toujours, et personne n'a ni faim ni soif.
Le royaume de Tír na nÓg joue un rôle important dans le conte d'Oisín et Niamh. Pour l'atteindre, l'aventurier a besoin d'un guide : dans le cas d'Oisín, c'est Niamh. Ils voyagent ensemble, le héros passe un certain temps sur l'île. Finalement, il regrette sa terre natale et exprime le souhait de revenir en Irlande. Bien qu'il soit sur Tír na nÓg depuis peu de temps, des centaines d'années terrestres se sont écoulées depuis son départ. Il ne peut plus quitter Tír na nÓg car il en mourrait. Niamh, désolée, lui confie un cheval magique. Il peut ainsi quitter l'Autre Monde, à condition de ne jamais poser pied à terre. Oisin ne suit pas son conseil, et tombe en poussière en touchant le sol d'Irlande.
Oisín serait tombé dans la région d'Elphin, dans le comté de Roscommon. Selon son hagiographie, il aurait pu raconter son histoire à saint Patrick et fut absous avant de mourir. Cette histoire comporte de nombreuses ressemblances (mythologie comparée) avec des récits d'autres mondes indo-européens ou non, comme celui d'Urashima Tarō.
Tír na nÓg a servi d'inspiration au nom de la protéine Nanog qui joue un rôle essentiel dans la pluripotence cellulaire (ou période de "jeunesse cellulaire" où les cellules sont encore "naïves" et non déterminées et différenciées en des lignages spécifiques).